# Many Things Untold
Many Things Untold är ett brittiskt hardcoreband som förutom hardcore även spelar screamo och metalcore.

## Diskografi
Studioalbum
- Atlantic (2008) Rising Records

Låten "That's The Beauty Of It, I Guess" finns på albumen:
- Fear Candy 56 – Div. artister (2008)
- The Bomb – Div. artister (2008)
- Rising Records – Div. artister (2008)
- CD Zur SLAM Ausgabe 39 – Div. artister (2008)